# Stazione di Monzambano
La stazione di Monzambano era posta lungo la ferrovia Mantova-Peschiera, a servizio dell'omonimo Comune.

## Storia
Completata nel 1927 a cura del Consorzio interprovinciale per la Ferrovia Mantova-Peschiera, la linea ferroviaria, e con essa la stazione, venne affidata nel 1932 in subconcessione la linea alla Società Anonima Esercizi Riuniti (SAER); l'inaugurazione ufficiale avvenne il 13 maggio 1934.
Il 14 febbraio 1948 il Consorzio Interprovinciale riassunse la gestione diretta della linea e degli impianti.
Presso la stazione di Monzambano si attestava anche una ferrovia Decauville che faceva la spola col monte Vento e Mamaor, dove erano custoditi materiali, esplosivi e proiettili di artiglieria. Per tale motivo la linea fu pesantemente bombardata dagli alleati, subendo gravi danni.
Nel 1963 la gestione della linea passò infine all'Azienda Interprovinciale Autoservizi di Mantova (APAM) che interruppe nell'estate di quell'anno i collegamenti diretti con la darsena di Peschiera e la navigazione lacuale del Garda. Il Ministero dei trasporti, con decreto 23 agosto 1966, n. 2974, decise di sostituire la linea con un autoservizio e i treni passeggeri e merci percorsero per l'ultima volta la linea il 30 aprile 1967.
Dopo anni di abbandono il fabbricato viaggiatori venne demolito negli anni ottanta.

## Movimento
La stazione era interessata dal traffico locale passeggeri per Mantova e, dal 31 marzo 1957, dalle corse dirette da/per Brescia.
Oltre ai servizi merci raccoglitori che interessavano la linea, la stazione vedeva un significativo servizio di trasporto materiali svolto per conto del Genio Militare grazie al raccordo con uno dei suoi depositi.